# کالین بریتان
کالین بریتان (انگلیسی: Colin Brittan; ۲ ژوئن ۱۹۲۷ – ۴ آوریل ۲۰۱۳) بازیکن فوتبال اهل بریتانیا بود.
از باشگاه‌هایی که در آن بازی کرده‌است می‌توان به باشگاه فوتبال بدفورد تاون و باشگاه فوتبال تاتنهام هاتسپر اشاره کرد.